# Antonio Anzilotti
Antonio Anzilotti (Pisa, 1885 – Firenze, 1924) è stato uno storico italiano.

## Biografia
Dal 1922 fu docente a Roma, dunque si trasferì prima all'università di Pavia e poi all'università di Pisa. Nel 1922 scrisse inoltre l'opera Gioberti, importante per capire l'economia toscana del XIX secolo.